# Largo de São Carlos
O Largo de São Carlos é um largo lisboeta situado na freguesia de Santa Maria Maior e formado pela confluência da Rua Serpa Pinto com a Rua Paiva de Andrada. Foi neste largo que se construíu entre 8 de dezembro de 1792 e 30 de junho de 1793 o Teatro de São Carlos. Mais tarde, com a implantanção da República, por edital da câmara de 18 de novembro de 1913, passou a denominar-se Largo do Directório, por nele se situar a sede do Partido Republicano Português e do seu Directório. Mais tarde, já no Estado Novo, a 28 de maio de 1956 voltou à antiga denominação de Largo de São Carlos.

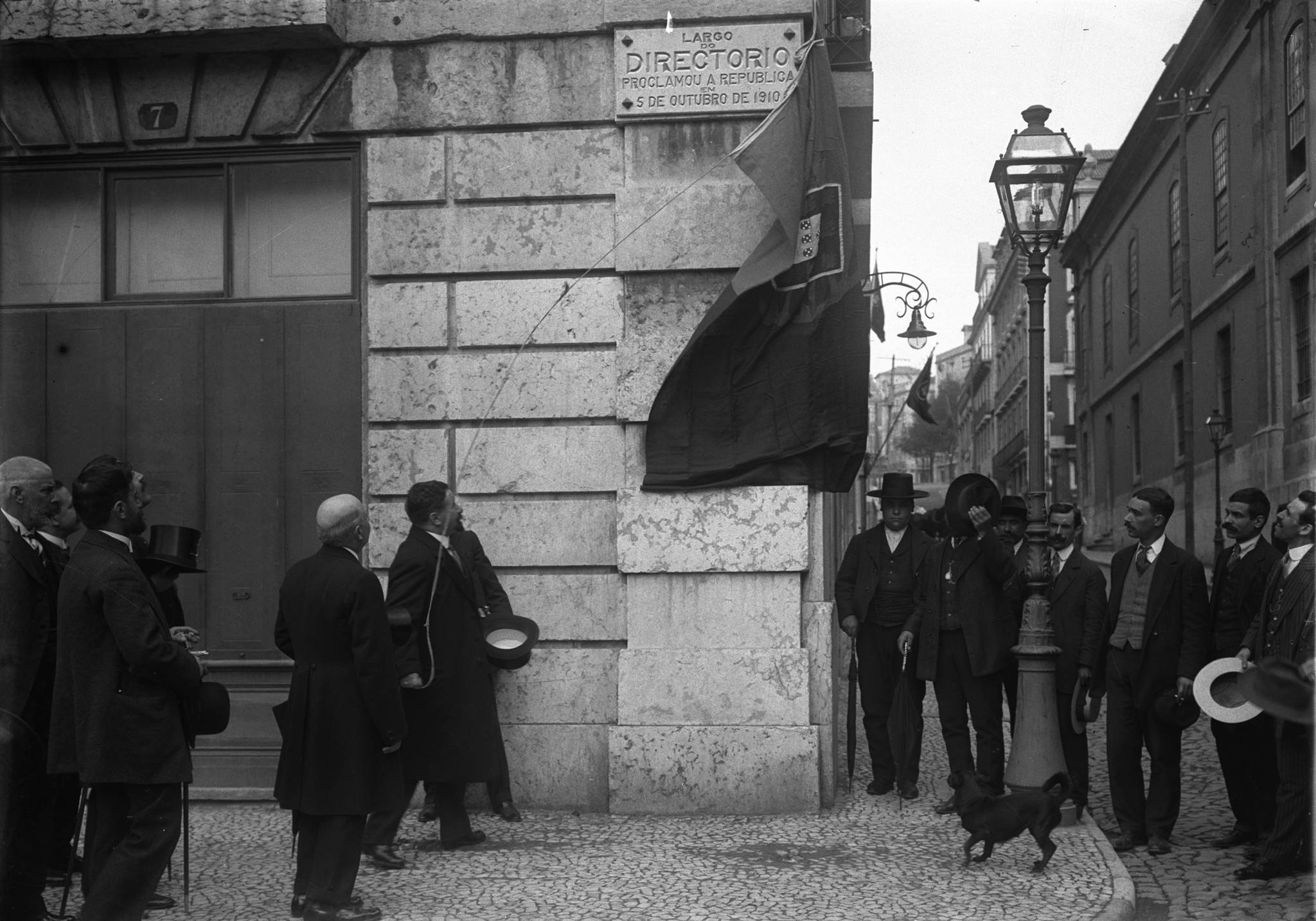
Afonso Costa descerra a placa toponímica do "Largo do Directório", em 1911.

## Importância
No N.º 4, 4º Esquerdo, nasceu o poeta Fernando Pessoa a 13 de Junho de 1888. 
No n.º 8, 3.º andar do então denominado Largo do Directório, viveu e morreu o jornalista Reinaldo Ferreira, conhecido como Repórter X.